# 노라 발트슈테텐
노라 발트슈테텐(Nora Waldstätten, 1981년 12월 1일 ~ )은 오스트리아의 배우이다. 2016년까지는 노라 폰 발트슈테텐(Nora von Waldstätten)이라는 예명을 사용했다.

## 출연 작품
- 클라우즈 오브 실스마리아 - SF 영화 여배우 역
- 퍼스널 쇼퍼 - 키라 역
- 와일드 마우스
- 윗 컴플리멘츠 프롬 더 컴퍼니